# Františkov (Velké Kunětice)
Františkov (deutsch Franzberg) ist eine Grundsiedlungseinheit der Gemeinde Velké Kunětice in Tschechien. Sie liegt anderthalb Kilometer südöstlich von Velké Kunětice nahe der polnischen Grenze und gehört zum Okres Jeseník.

## Geographie
Františkov befindet sich in den nordöstlichen Ausläufern des zum Reichensteiner Gebirge gehörigen Nesselkoppenkammes (Sokolský hřbet) am Nordhang des Na Vyhlídce (Dickelsberg, 502 m. n.m.).  Östlich entspringt der Bach Františkovský potok/Maruszka, gegen Westen liegt das Tal des Kunětický potok/Mora. 
Nachbarorte sind Sławniowice und Burgrabice im Norden, die Wüstung Kolonie Domsdorf, Terezín und Kolnovice im Nordosten, Mikulovice im Osten, Nová Ves (Neudorf) im Süden, Supíkovice und Lomy (Geislersfeld) im Südwesten sowie Velké Kunětice im Nordwesten.

## Geschichte
Im Jahre 1798 ließ der Besitzer des Gutes Groß-Kunzendorf, Karl von Strachwitz, einen Teil der Fluren des Hartenhofes parzellieren und eine Kolonie anlegen. Benannt wurde sie nach dem Justitär Franz Hackenberg, der die Teilungsvermessung vornahm. Zu Beginn des 19. Jahrhunderts standen in Franzberg 17 Häuser mit 32 deutschsprachigen Einwohnern.
Im Jahre 1836 bestand die Kolonie Franzberg aus 32 eng beieinander stehenden Häusern, in denen 182 Personen lebten. Die Haupterwerbsquellen bildete der Tagelohn und die Waldgrasung einer Rinderherde. Pfarr-, Schul- und Amtsort war Groß-Kunzendorf. Bis zur Mitte des 19. Jahrhunderts blieb Franzberg dem Gut Groß-Kunzendorf untertänig.
Nach der Aufhebung der Patrimonialherrschaften bildete Franzberg ab 1849 einen Ortsteil der Gemeinde Groß-Kunzendorf im Gerichtsbezirk Freiwaldau. Ab 1869 gehörte das Dorf zum Bezirk Freiwaldau. Zum Ende des 19. Jahrhunderts entstand der tschechische Ortsname Francberk. 1892 wurde die Kapelle errichtet. Im Jahre 1900 hatte Franzberg 169 Einwohner. Beim Zensus von 1921 lebten in den 32 Häusern von Franzberg 187 Personen, darunter 186 Deutsche. 1924 erfolgte die Änderung des tschechischen Ortsnamens Francberk in Františkov. 1930 hatte Franzberg 182 Einwohner, darunter 180 Deutsche; der Ort bestand unverändert aus 32 Häusern. Nach dem Münchner Abkommen wurde das Dorf 1938 dem Deutschen Reich zugesprochen und gehörte bis 1945 zum Landkreis Freiwaldau. Nach dem Ende des Zweiten Weltkrieges kam Františkov zur Tschechoslowakei zurück; die meisten der deutschsprachigen Bewohner wurden 1945/46 vertrieben. Bei der Gebietsreform von 1960 wurde der Okres Jeseník aufgehoben und Františkov in den Okres Šumperk eingegliedert. 1976 erfolgte die Eingemeindung nach Supíkovice, zugleich verlor Františkov den Status eines Ortsteils. 1990 entstand die Gemeinde Velké Kunětice wieder. Seit 1996 gehört Františkov zum Okres Jeseník. Beim Zensus von 2001 lebten in den 11 Häusern von Františkov 17 Personen.

## Ortsgliederung
Die Grundsiedlungseinheit Františkov ist Teil des Katastralbezirkes Velké Kunětice.

## Sehenswürdigkeiten
- Messkapelle, erbaut 1892
- Mehrere Wegkreuze